# Propin
Propin (Methylacetylen) ist ein ungesättigter, aliphatischer Kohlenwasserstoff aus der homologen Reihe der Alkine mit der Summenformel C3H4. Es ist ein farbloses, hochentzündliches Gas. Für Lagerung und Transport wird Propin komprimiert, es muss dabei stabilisiert werden.

## Herstellung
Propin kann durch die Dehydrohalogenierung von Dihalogenpropanen oder 2-Halogenpropenen gewonnen werden. Es kann auch durch Isomerisierung von Allen in Gegenwart von Basen hergestellt werden.
Technisch wird das Gas aus der C3-Fraktion von Crackgasen mittels Lösungsmittelextraktion gewonnen.

## Eigenschaften

### Physikalische Eigenschaften
Propin schmilzt bei −102,7 °C und siedet bei −23,2 °C. Es hat einen charakteristischen Geruch. Es ist schwerer als Luft. Mit einer positiven molaren Bildungsenthalpie von 183,4 kJ/mol handelt es sich um eine endotherme Verbindung. In Wasser ist es nahezu unlöslich. In Alkoholen ist es gut löslich.
Die Dampfdruckfunktion ergibt sich nach Antoine entsprechend log10(P) = A−(B/(T+C)) (P in kPa, T in K) mit A = 4,95219, B = 1226,123 und C = −1,926 im Temperaturbereich von 161,5 K bis 254,3 K bzw. mit A = 4,03069, B = 818,384 und C = −46.457 im Temperaturbereich von 249,8 K bis 398 K.
Wichtige thermodynamische Eigenschaften sind in der folgenden Tabelle aufgelistet:
| Eigenschaft                   | Typ     | Wert [Einheit]                    |
| ----------------------------- | ------- | --------------------------------- |
| Standardbildungsenthalpie     | ΔfH0gas | 183,4 kJ·mol−1                    |
| Standardverbrennungsenthalpie | ΔcH0gas | 1938,94 kJ·mol−1                  |
| Wärmekapazität                | cp      | 60,73 J·mol−1·K−1 (25 °C) als Gas |
| Tripelpunkt                   | Ttriple | 168,5 K                           |
| Kritische Temperatur          | TC      | 402,4 K                           |
| Kritischer Druck              | PC      | 56,3 bar                          |
| Kritisches Volumen            | VC      | 0,1635 l·mol−1                    |
| Kritische Dichte              | ρC      | 6,12 mol·l−1                      |

### Chemische Eigenschaften
An der sehr reaktiven Dreifachbindung finden vor allem Additionsreaktionen statt. Wie alle endständigen Alkine besitzt Propin schwach saure Eigenschaften.
Mit starken Basen kann aber auch ein Dianion erzeugt werden.
Durch Umsetzung mit Alkylhalogeniden ergeben sich 2-Alkine. So erhält man durch die Reaktion von Propin mit Methyliodid 2-Butin (Dimethylacetylen).
Propin  steht im Gleichgewicht mit Propadien:
H3C−C≡CH  ⇌  H2C=C=CH2

### Sicherheitstechnische Kenngrößen
Propin bildet leicht entzündliche Gas-Luft-Gemische. Der Explosionsbereich liegt zwischen 1,8 Vol.‑% (38 g/m3) als untere Explosionsgrenze (UEG) und 16,8 Vol.‑% (280 g/m3) als obere Explosionsgrenze (OEG). Die Mindestzündenergie beträgt 0,11 mJ. Die Grenzspaltweite wurde mit 0,74 mm bestimmt. Es resultiert damit eine Zuordnung in die Explosionsgruppe IIB. Die Zündtemperatur beträgt 340 °C. Der Stoff fällt somit in die Temperaturklasse T2. Analog zum Acetylen neigt Propin als endotherme Verbindung zum explosiven Selbstzerfall bei höheren Temperaturen und Drücken.

## Verwendung
Propin kann zusammen mit seinem Isomer Propadien (Allen) als Schweiß- und Schneidgas (MAPP-Gas) verwendet werden. Es ist weiterhin ein wichtiges Zwischenprodukt in der organischen Synthese, z. B. für die Herstellung von Vinylverbindungen.